# Дієго Баутіста Урбанеха
Дієго Баутіста Урбаньєха (ісп. Diego Bautista Urbaneja; 16 грудня 1782 — 12 січня 1856) — політичний діяч Венесуели, віцепрезидент Венесуели (1830—1833).
У 1830 році, коли Венесуела отримала незалежність після розділу Великої Колумбії, він став другим міністром закордонних справ Венесуели після Хуана Хермана Росіо.
У 1833—1835 роках був директром Національної бібліотеки.